# Уингфилд, Мервин, 8-й виконт Пауэрскорт
Мервин Ричард Уингфилд, 8-й виконт Пауэрскорт (англ. Mervyn Richard Wingfield, 8th Viscount Powerscourt; 16 июля 1880 — 21 марта 1947) — англо-ирландский пэр.

## Биография
Родился 16 июля 1880 года на Брук-стрит в Лондоне. Старший сын Мервина Уингфилда, 7-го виконта Пауэрскорта (1836—1904), и его жены, леди Джулии Кук (1844—1931), дочери Томаса Уильяма Кука, 2-го графа Лестера.
5 июня 1904 года после смерти своего отца Мервин Уингфилд унаследовал титулы 8-го виконта Пауэрскорта из Пауэрскорта в графстве Уиклоу (Пэрство Ирландии), 8-го барона Уингфилда из Уингфилда в графстве Уэксфорд (Пэрство Ирландии) и 2-го барона Пауэрскорта из Пауэрскорта в графстве Уиклоу (Пэрство Соединённого королевства), став членом Палаты лордов Великобритании.
Он был призван в Ирландскую гвардию в феврале 1901 года и повышен до лейтенанта в июле 1901 года. Ирландская гвардия была создана в 1900 году, и Мервин Уингфилд был выбран нести знамя на первой церемонии вручения знамён полку 30 мая 1902 года, после чего он был назначен членом Королевского Викторианского ордена.
В феврале 1910 года виконт Пауэрскорт был назначен лордом-лейтенантом графства Уиклоу. Участник Первой мировой войны. В апреле 1916 году он был награжден Орденом Святого Патрика. Он также занимал должности мирового судьи графства Дублин и сенатора Южной Ирландии.
Лорд Пауэрскорт скончался 21 марта 1947 года в возрасте 66 лет в Пауэрскорте, графство Уиклоу, Ирландия.

## Семья
9 июня 1903 года на Сент-Джордж Ганновер-сквер в Лондоне Мервин Уингфилд женился на Сибил Плейделл-Бувери (13 декабря 1878 — 6 декабря 1946), дочери майора Уолтера Плейделл-Бувери и Мэри Бриджмен Бриджмен-Симпсон. У супругов было трое детей:
- Достопочтенная Дорин Джулия Уингфилд (29 марта 1904 — май 1991)[1], в 1928 году она вышла замуж за Фицгерберта Райта (1905—1975), от брака с которым у неё было четверо детей.
- Мервин Патрик Уингфилд, 9-й виконт Пауэрскорт (22 августа 1905 — 3 апреля 1973)[1], старший сын и преемник отца.
- Достопочтенный Брайан Эдвард Уингфилд (12 августа 1908 — 4 декабря 1925)[1].

Прадед Сары, герцогини Йоркской, через её мать Сьюзан Баррантес, которая является внучкой 8-го виконта Пауэрскорта.